# A piacere

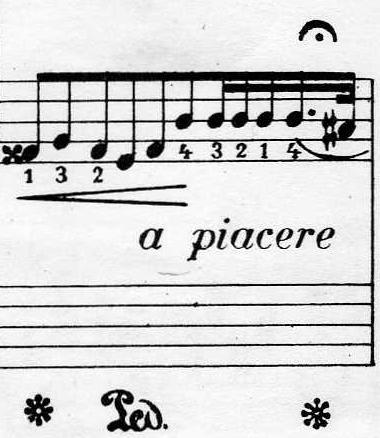
Przykład zastosowania terminu w II Rapsodii węgierskiej cis-moll skomponowanej w 1847 przez Ferenca Liszta (zakończenie pierwszego pasażu).

A piacere (wł. dowolnie, swobodnie, według upodobania; wym. a piaczere; także: a piacimento, a piatschere, a piatschiménto) – termin muzyczny, tekstowy element notacji muzycznej będący oznaczeniem i wskazówką wykonawczą, zezwalającą (a nawet nakazującą) wykonawcy na duże odstępstwa od określonych w zapisie nutowym tempa oraz (rzadziej) rytmu, zgodnie ze swoim gustem.

## Inne terminy

### O podobnym znaczeniu
| Termin         | Znaczenie                             | Uwagi                                                                         |
| -------------- | ------------------------------------- | ----------------------------------------------------------------------------- |
| a bene placito | równoznaczny z a piacere              | dotyczy tylko tempa                                                           |
| a capriccio    | j.w.                                  | dotyczy tylko tempa                                                           |
| abandonné      | swobodnie, bez ograniczeń             | z fr.                                                                         |
| ad libitum     | równoznaczny z a piacere              | częściej dotyczy innych elementów dzieła muzycznego, niż tempo i rytm, z łac. |
| capriccioso    | kapryśnie, dowolnie                   | dotyczy różnych elementów dzieła muzycznego                                   |
| comondo        | dowolnie, w wygodnym tempie           | dotyczy tylko tempa                                                           |
| licenza        | interpretacja według własnego uznania | także con alcuna                                                              |
| sciolto        | j.w.                                  | jako określenie artykulacyjne znaczy staccato                                 |
| senza misura   | równoznaczny z a piacere              | dotyczy tylko tempa                                                           |

### O przeciwnym znaczeniu
| Termin    | Znaczenie                       | Uwagi                                               |
| --------- | ------------------------------- | --------------------------------------------------- |
| a battuta | grać dokładnie tak jak napisane | dotyczy taktu i metrum                              |
| cadenzato | j.w.                            | dotyczy rytmu                                       |
| come stà  | j.w.                            | dotyczy melodii                                     |
| giusto    | j.w.                            | dotyczy tempa, także tempo giusto                   |
| misura    | j.w.                            | dotyczy taktu i metrum, także alla misura, misurato |